# Liste des musées de Vaucluse
La liste des musées de Vaucluse présente les musées du département français de Vaucluse.

## Ansouis

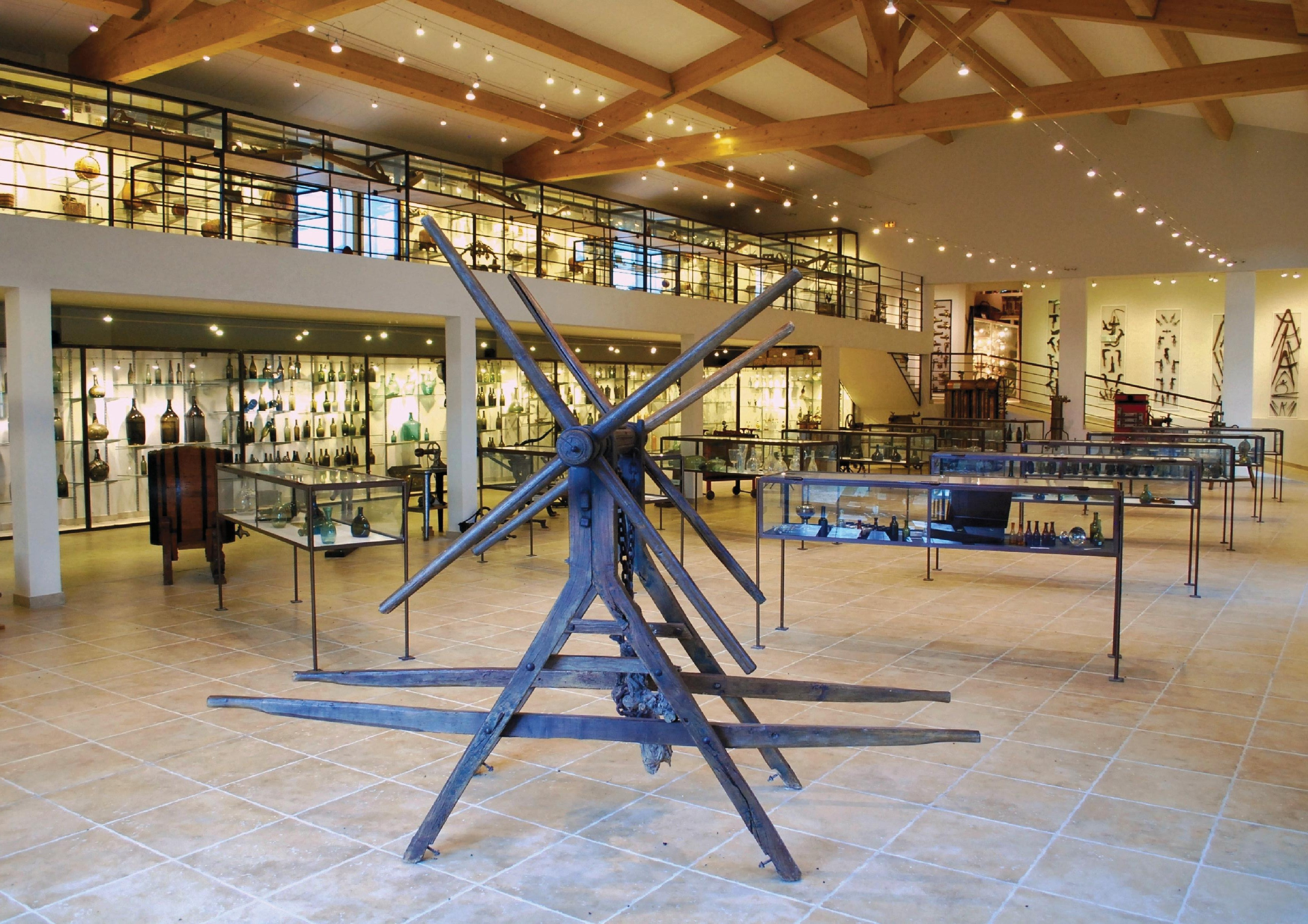
Musée des Arts et des Métiers du vin - Château Turcan

- Musée extraordinaire de Gerges Mazoyer
- Musée des Arts et des Métiers du vin - Château Turcan

## Apt
- Musée municipal d'Apt : Musée d'histoire et d'archéologie - Musée de l'aventure industrielle (Musée de France)
- Fondation Blachère

## Avignon
- Musée Angladon
- Musée Calvet (Musée de France)
- Musée lapidaire d'Avignon
- Musée Louis Vouland
- Musée du Mont-de-piété
- Musée de l'Œuvre

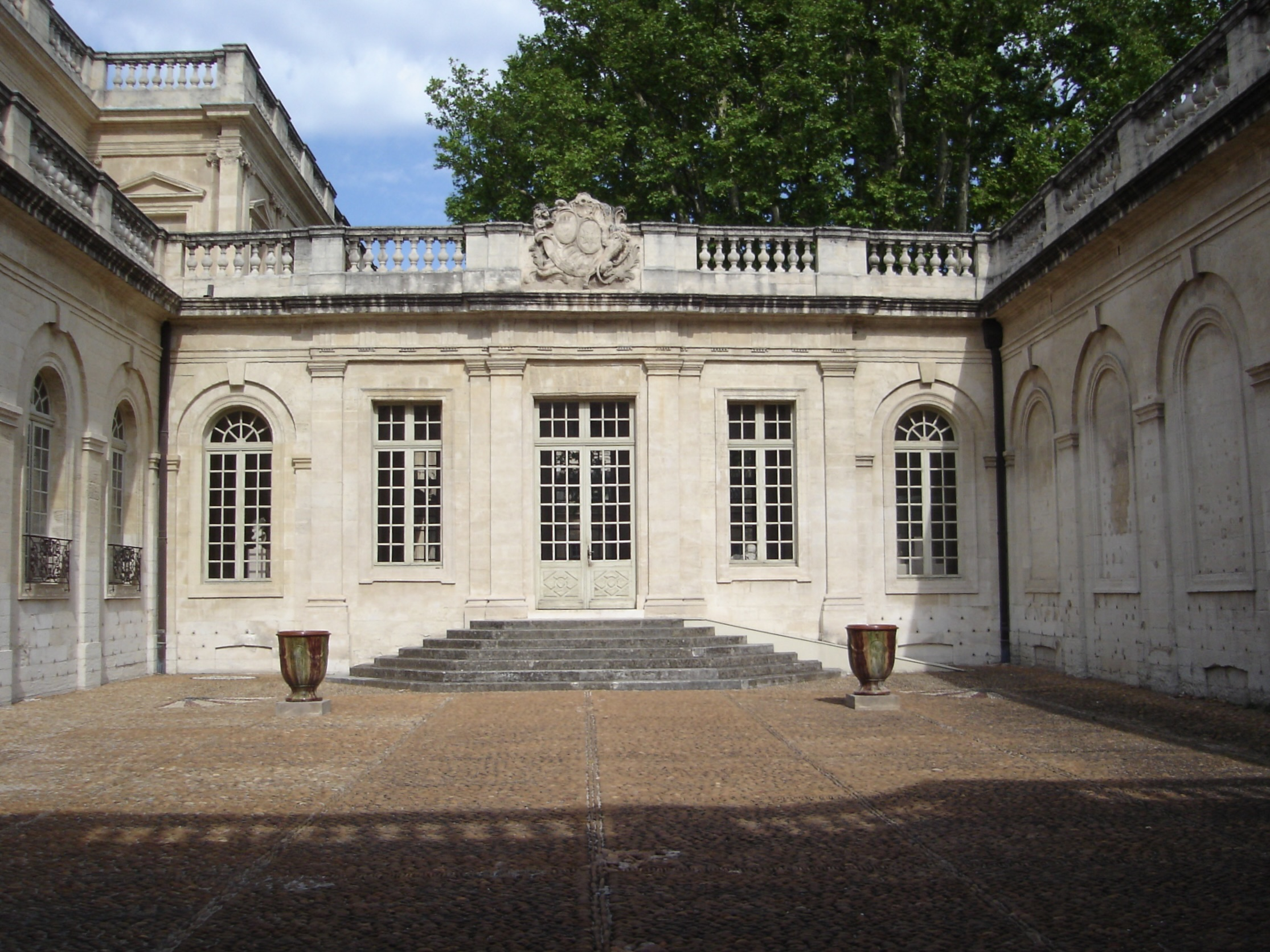
Musée Calvet à Avignon

- Musée du Petit Palais (Musée de France)
- Muséum Requien (histoire naturelle)
- Collection Lambert
- Palais du Roure
- Musée de la Maison Jean Vilar

## Bonnieux
- Musée de la Boulangerie

## Cabrières-d'Avignon

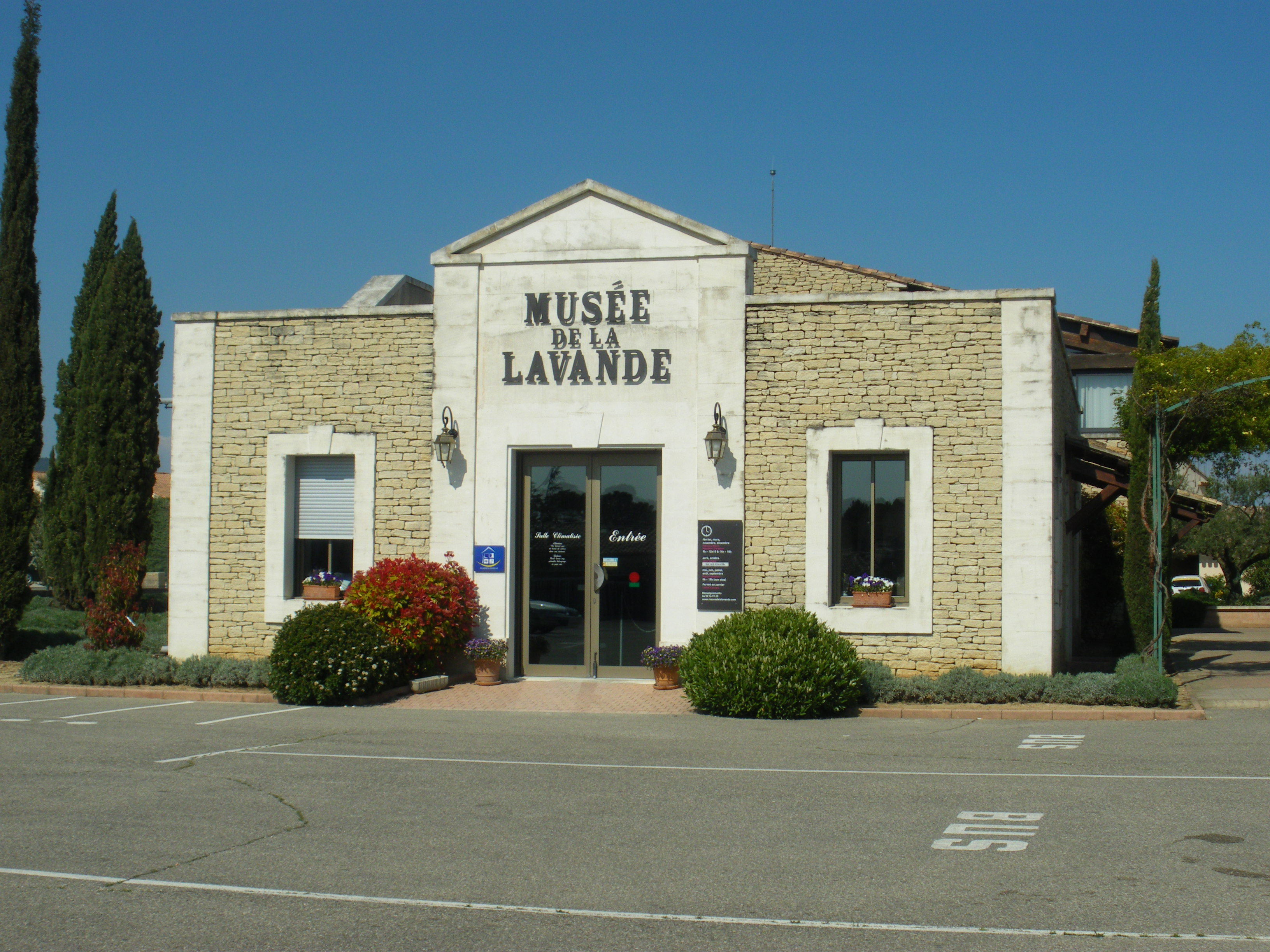
Musée de la Lavande à Coustelet

- Musée de la Lavande, à Coustellet

## Cadenet
- Musée de la Vannerie

## Carpentras
- Musée Comtadin-Duplessis (Musée de France) du 16 mai à la fin septembre
- Musée lapidaire et archéologique
- Musée Sobirats d’avril à fin septembre

## Caromb
- Musée vigneron à la cave Saint-Marc

## Cavaillon
- Musée judéo-comtadin (Musée de France)
- Musée Jouve (Musée de France)
- Musée de l'hôtel-Dieu
- Cavaillon Hôtels d'Agar (CHA)

## Châteauneuf-du-Pape
- Musée des outils de vigneron du Père Anselme

## Cucuron

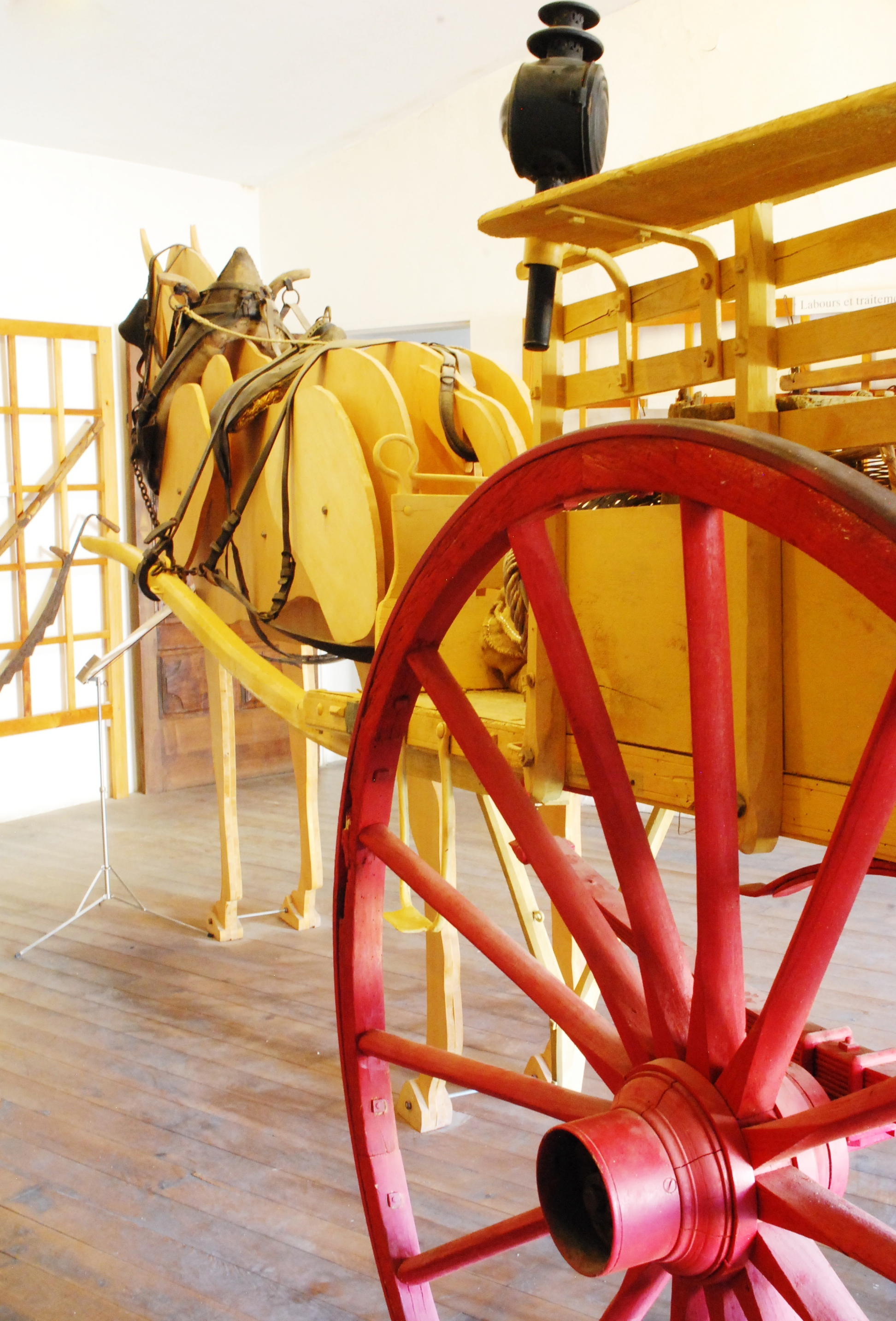
Musée Marc Deydier, Salle des outils agricoles.

- Musée Marc Deydier

## Fontaine-de-Vaucluse

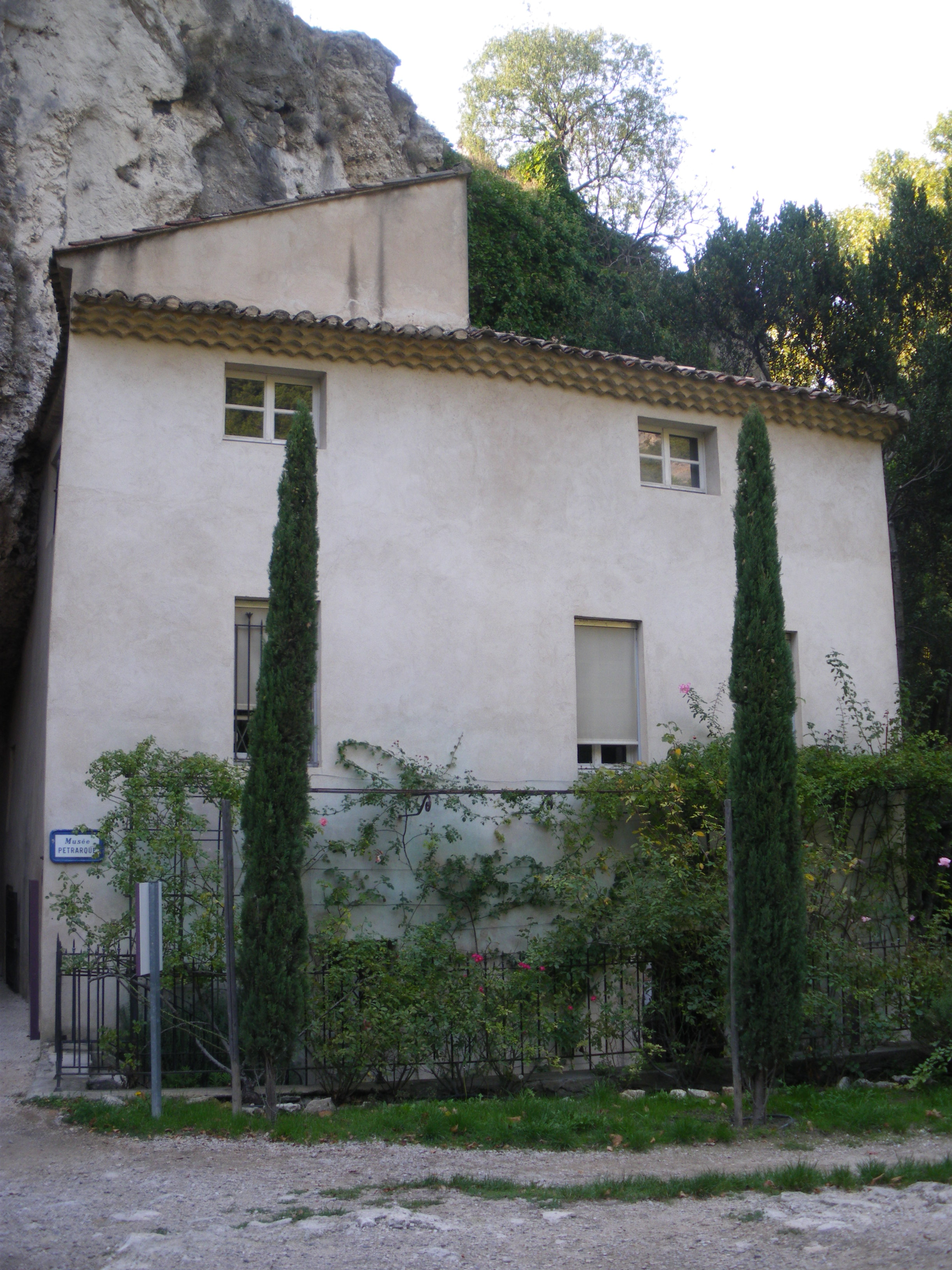
Musée Pétrarque de Fontaine-de-Vaucluse

- Musée d’Histoire Jean Garcin : 39-45 L’Appel de la liberté (Musée de France)
- Musée-bibliothèque François Pétrarque
- Écomusée des santons et traditions provencales
- Musée du monde souterrain, spécialisé sur l'hydrologie du gouffre de Fontaine de Vaucluse

## Gordes

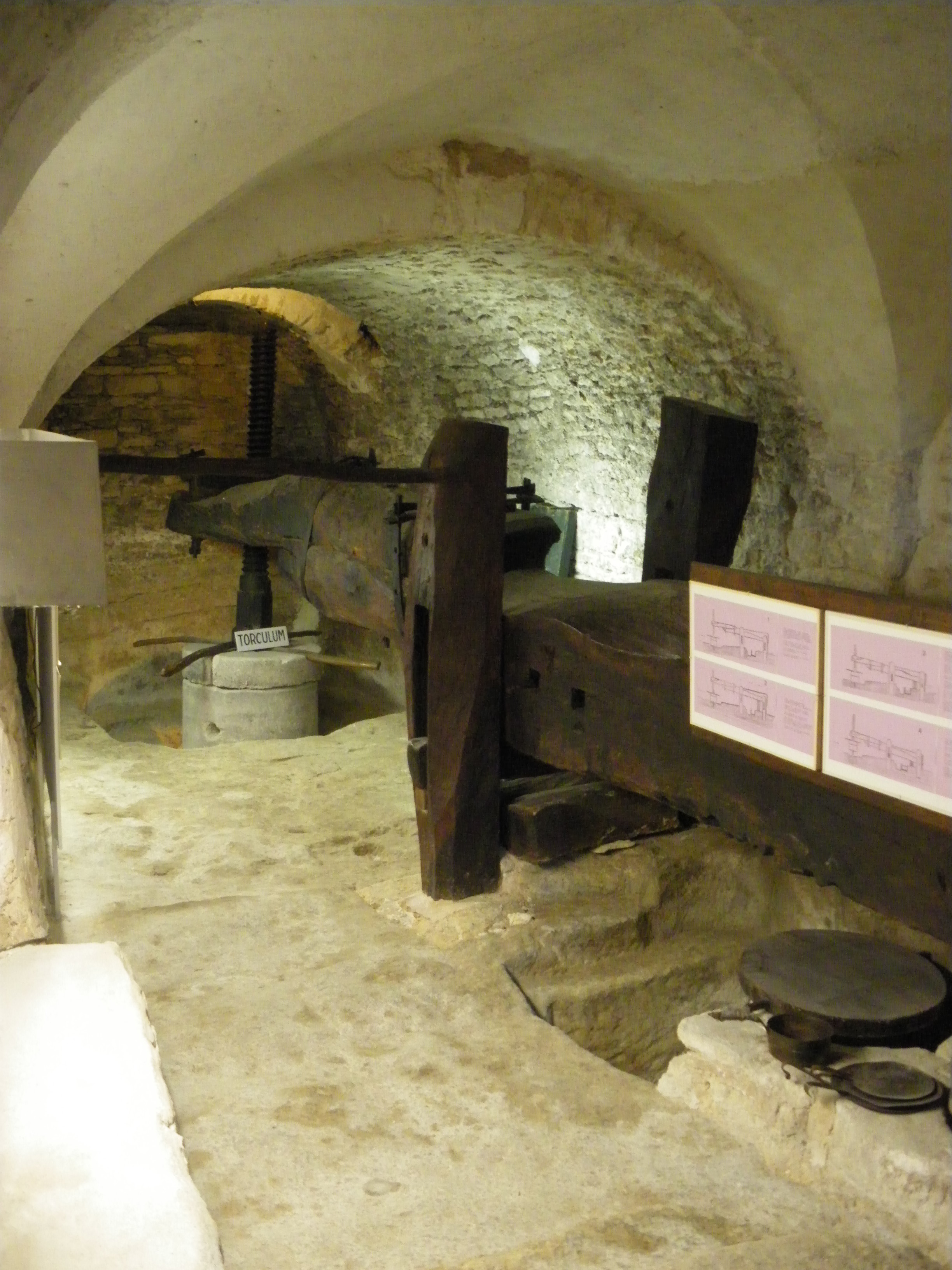
ancien pressoir du moulin des bouillons

- Musée du moulin des Bouillons

## L'Isle-sur-la-Sorgue
- Musée Donadeï de Campredon
- Musée du jouet et de la poupée ancienne

## Lourmarin
- Musée Philippe de Girard

## Mazan
- Musée municipal Camille Pautet : on y retrouve notamment de nombreux animaux empaillés, des pièces de monnaie de toutes les époques ainsi que des vêtements provençaux et un ancien fourneau à pain.

## Ménerbes
- Musée français du tire-bouchon[1],

## Monieux
- Musée de la Rabasse du Ventoux[2]

## Monteux
- Le Musée de l'École d'autrefois

## Mormoiron
- Le moulin à musique mécanique

## Oppède
- La Royère Huile & Vin - Musée de l'Huile d'Olive

## Orange
- Musée municipal

## Piolenc
- Le Musée Mémoire de la Nationale 7

## Rasteau
- Musée du vigneron, domaine de Beaurenard. Une collection d'outils et de matériels liés à la vigne et au vin ainsi qu'une exposition de cartes postales anciennes sur le même thème[3].

## Rustrel
- Musée du moulin à huile

## Saint-Didier
- Écomusée des appeaux de Saint-Didier

## Saint-Christol
- Musée Marceau-Constantin

## Sault
- Musée municipal gratuit, le plus ancien de Provence[réf. nécessaire]

## Sérignan-du-Comtat
- Harmas de Jean-Henri Fabre
- Musée-atelier Werner Lichtner-Aix

## La Tour-d'Aigues
- Musée départemental des faïences de La Tour-d'Aigues

## Vaison-la-Romaine
- Musée archéologique Theo-Desplans (musée de France)

## Valréas
- Musée du cartonnage et de l'imprimerie[4]